# مثرودیطوس

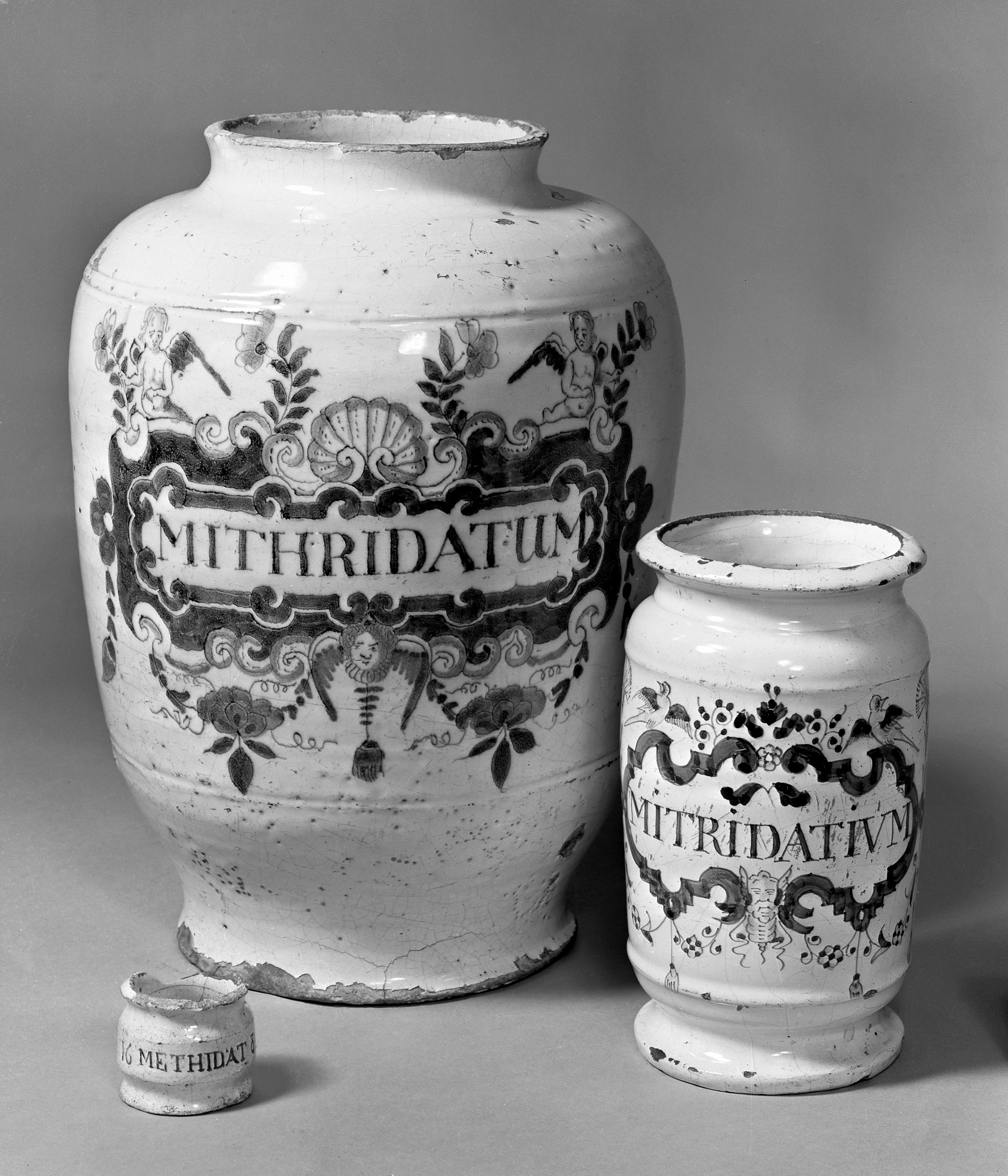
سه شیشه دارویی برای میتریدات.

مثرودیطوس یک داروی ترکیبی ضد سم مشهور است. بنابه روایت تاریخ و آنچه ابن سینا در قانون فرموده، این داروی ترکیبی از ابتکارات دانشمند گرانمایه و بزرگوار مثرودیطوس(میتریدات ششم، پادشاه پادشاهی آناتولی باستانی پونتوس (۱۳۴ تا ۶۳ قبل از میلاد)) است که نام خود را بر آن نهاده‌است.

## سم‌ها
در زمان معاصر خود، مثرودیطوس در خنثی کردن اثر سم‌ها بارها آزمایش خود را پس داده است. در ضمن در بهبودی بخشیدن به بسیاری از بیماریها نیز اثر آن بسیار مفید گزارش شده‌است. برای رفع مسمومیت از چندین نوع سم و برای بهبودی بخشیدن به چندین گونه بیماری در آن واحد بهترین نقش را داشته‌است.

## انحصار
تا زمان ظهور، تداوی و شکوفایی حکیم اندروماخس که با پی بردن به خاصیت دارویی گوشت مار تریاق ماران را فرموله کرد، تریاق منحصر به این اختراع مثرودیطوس بوده‌است.
بعدها اندروماخس در فرمول مثرودیطوس دست برد و با افزودن و کاستن بعضی از اجزای ترکیب و علاوه کردن تریاق ماران به آنها تریاق فاروق را ساخت که تریاق کبیر هم گفته می‌شود.

## ترکیبات و فرمولها
احتمالاً از زمان میتریدات ترکیبات این معجون تغییرات قابل توجهی داشته است. حال در گذر زمان یا ناشی از سهو ناسخ باشد یا اعمال تغییراتی از جانب پزشکان آن زمان.
ابن سینا در قانون یک نسخه عام برای آن ذکر کرده‌است که عبارت است از:
زعفران، مرّ، قارچ چمنی، زنجبیل، دارچین و کتیرا از هر یک ده درهم، سنبل، کندر، ترتیزک بابلی، گورگیاه، چوب بلسان، اسطوخودوس، کاشم رومی، کوشنه، ماشدارو، بارزد، سقز درخت بنه، دارفلفل، افشره گیاه شنگ، جندبیدستَر، ساذج هندی، اَصطَرک و گاوشیر از هر یک هشت درهم، دارچین ختایی، فلفل سفید، فلفل سیاه، سورنجان، اربه(مریم نخودی کوهی)، سیر صحرایی، تخم زردک بیابانی، شاه افسر، کوشاد، روغن بلسان، دانه‌های ثمر بلَسان، قرص قوفیون و قرص مقل از هر یک هفت درهم، سداب (فَیجن) دو درهم، اندران، سنبل رومی، مصطکی، صمغ عربی، کرفس کوهی، شاه زیره (کراوِیا) و بزر رازیانه از هر یک پنج درهم، رازیانه شامی، سوسن زرد، مو، سکبینه و برباله از هر یک سه درهم، افیون، گل سرخ و پونه کوهی از هر یک پنج درهم، بلسکی، اقاقِیا، ناف ریگ ماهی و بزرگیاه هزار چشم از هر یک چهار دِرهم و نیم، شراب ریحانی کهنه شده و عسل کف گرفته به اندازه کافی.
صمغ‌ها را در شراب خیس کرده، سپس همه را با عسل مخلوط نموده و نگهدارند. بعد از شش ماه آمده استفاده می‌شود.

## تعداد داروها
طبق آنچه ابن سینا در قانون ذکر کرده‌است (نسخه بالا) تعداد داروهای موجود در ترکیب ۵۵ عدد می‌باشد. قرص قوفیون ۱۵ ترکیب دارد و قرص مقل ۱۳ که جمعاً ۸۳ مورد می‌شود.